# Molina di Ledro
Molina di Ledro és un antic municipi Italià de la província de Trento, a la regió del Trentino - Tirol del Sud, situada a uns 35 km. al sud-oest de Trento. A data de 31 de desembre de 2004 tenia 1.519 habitants i una superfície de 39.5 km². És la ciutat natal d'Andrea Maffei.
Molina di Ledro limitava amb els següents municipis: Riva del Garda, Bezzecca, Pieve di Ledro, Tiarno di Sopra, Nago-Torbole, Limone sul Garda i Tremosine.
L'1 de gener 2010 es va fusionar amb els municipis de Pieve di Ledro, Concei, Bezzecca, Tiarno di Sopra i Tiarno di Sotto creant així el nou municipi de Ledro, del qual actualment és una frazione.